# Salanoia
Salanoia és un gènere de carnívors de la subfamilia dels galidins, endèmic de Madagascar.
Conté les següents espècies:
- Mangosta bruna de Madagascar (Salanoia concolor)
- Salanoia durrelli